# Solo per vecchi guerrieri
Solo per vecchi guerrieri è una via lunga di arrampicata sportiva sulle Vette Feltrine aperta da Maurizio Zanolla, noto come Manolo, nel giugno 2006 e liberata dallo stesso ad agosto. É una delle vie di Arrampicata più dura delle Alpi. Manolo aveva 48 anni nell'anno dell'apertura e della libera.

## La via
È stata aperta dal basso da Maurizio Zanolla in cinque giorni insieme a Federico Gorda. I primi due tiri li ha aperti autoassicurandosi.

## Salite
- Maurizio Zanolla - giugno 2006 - Prima salita[1]
- Maurizio Zanolla - agosto 2006 - Prima salita in libera[2]
- Mario Prinoth - 17 ottobre 2006 - Seconda salita[3]
- Riccardo Scarian - 7 agosto 2007 - Terza salita[4]
- Jenny Lavarda e Marco Ronchi - 5 ottobre 2009 - Quarta salita[5]
- Iker Pou - giugno 2010 - Quinta salita[6]
- Alessandro Zeni - 16 ottobre 2016 - Sesta salita[7]